# Ioan N. Roman
Ioan N. Roman (n. 20 iulie 1866, comuna Tropoclo, județul Ismail – d. 12 iulie 1931, Constanța) a fost un publicist, poet și scriitor român, care s-a remarcat prin atașamentul său pentru ținuturile Dobrogei.

## Viața și activitatea
S-a născut în comuna Tropoclo (județul Ismail), dar a fost declarat în comuna Comândărești (județul Iași), astăzi satul Răuseni din județul Botoșani. Ioan N. Roman s-a remarcat pentru îndelungatul său atașament pentru ținuturile Dobrogei și pentru poporul român în general. În 1882 și-a făcut debutul literar la revista Albina din Botoșani. Absolvent al studiilor liceale la Iași, a început studii juridice pe care le-a terminat în perioada 1893-1897 la Bruxelles. În 1895 și-a încheiat studiile doctorale cu teza „Protestation des Roumains de Transylvanie et de Hongrie contre l'oppression magyare”. În 1897 a revenit în țară, a lucrat în cadrul Judecătoriei Curtea de Argeș, fiind apoi numit judecător la Medgidia. A îndeplinit aici și funcția de primar timp de 4 luni, în 1899. În 1899, Ministerul Justiției i-a acordat dreptul de a practica avocatura. A lucrat ca avocat începând cu anul 1900, la Constanța, unde a devenit și primar al orașului în 1910.
A fost redactor și colaborator al mai multor publicații foarte importante, printre care: Farul (1903-1904), (1911-1919), Arhiva Dobrogei (1916-1919), Analele Dobrogei (1920-1931), Drapelul, Liberalul, Dobrogea Jună, Neamul românesc, etc.
Alături de prof. Constantin Brătescu s-a aflat la originea fondării „Societății culturale dobrogene”, ce își propunea studiul trecutului și prezentului Dobrogei, răspândirea în cercuri largi a acestor cunoștințe, precum și fondarea unui muzeu regional, înființarea de biblioteci și reviste culturale.

## Cinstirea memoriei
În septembrie 1932, la mai bine de un an de la moartea acestuia, autoritățile au dezvelit un bust din bronz, situat astăzi în fața Bibliotecii Județene, operă a sculptorului I. Dimitriu-Bârlad, după masca mortuară luată de Antonio Ruta.
Autoritățile au atribuit în 1960 numele lui Ioan N. Roman străzii ce leagă bulevardul Alexandru Lăpușneanu de străzile Mihai Viteazu și Ion Lahovari.
De asemenea, în 1995, liceul al cărui sediu se află astăzi pe strada Cuza Vodă nr. 80 (inițial se afla pe stradela Basarabi nr. 2), poartă numele fostului primar.
Din 2003, și Biblioteca Județeană Constanța a primit numele lui Ioan N. Roman.